# Vitorio Chemin
Vitorio Chemin (Ibituva, 5 september 1950) is een Braziliaanse schaker. Hij is een FIDE Meester (FM). 
In 1971 en in 1987 was hij tweede op het kampioenschap van Brazilië. 
In 1999 werd Vitorio kampioen van Curitiba Chess en in het jaar 2000 eindigde hij op de achtste plaats in het São Paulo toernooi. Darci Lima werd eerste.

## Openingen
Vitorio Chemin opent vaak met de zet 1.d4 en met zwart speelt hij graag de schaakopening Siciliaans.

## Partij van Vitorio Chemin
In 1999 speelde Vitorio Chemin tegen Ernani Francisco Choma, in Florianópolis in de damepionopening, het Colle systeem (zie Edgar Colle): 

1.d4 Pf6 2.Pf3 c5 3.c3 e6 4.e3 d5 5.c4 Pc6 6.Pc3 dxc4 7.Lxc4 cxd4 8.exd4 Lb4 9.0-0 0-0 10.Lg5 h6 11.Lh4 Le7 12.Te1 Te8 13.Dd2 Pa5 14.Lb5 Ld7 15.Lxf6 Lxf6 16.Lxd7 Dxd7 17.Pe4 (1-0)